# François Hanss
François Hanss (1960) è un regista e sceneggiatore francese.

## Biografia
Completati gli studi alle Beaux-Arts, si diploma al Conservatoire libre du cinéma français nel 1981. Dal 1980 al 1987, è assistente alla regia su alcuni film pubblicitari, alcuni corti e serie televisive, di telefilm e videoclip. In seguito si dedica alla realizzazione vera e propria firmando pubblicità, clip musicali, reportage e documentari. In Francia è noto soprattutto per il suo cortometraggio La lettre, molto diffuso, per il suo film Corps à corps, e inoltre per le sue collaborazioni con la cantautrice Mylène Farmer ed il compositore e regista Laurent Boutonnat. 

## Filmografia

### Videoclip
- Je te rends ton amour (1999)
- Innamoramento (2000)
- Redonne-moi (2005)
- Quand - Lyric Video (2012)
- Je te dis tout (2013)[2]

### Making of
- Dietro le quinte del clip Pourvu qu'elles soient douces (1988)
- Sul set del clip Désenchantée (1991)
- Sulle riprese del film Giorgino (1993)
- "M.F. Confidential" - Momenti inediti durante la registrazione dell'album Anamorphosée - Estate '95, Los Angeles - Disponibile sul DVD Music Videos 2 & 3 (2000)
- Dietro le quinte del clip California (1996)
- "Les 5 jours de Pékin" (1999) - Making of sul set del clip L'Âme-Stram-Gram
- "326 seconds" (Avant le show) - I 326 ultimi secondi prima dell'inizio del concerto (5'31") - Bonus disponibile sul DVD Mylenium Tour (2000)
- Making of sul set del clip Fuck them all (2005)

### Concerti
François Hanss ha realizzato i video della maggior parte dei concerti di Mylène Farmer
- En Concert (1990) - assistente regia (realizzatore: Laurent Boutonnat)
- Live à Bercy (1997) - co-direttore con Laurent Boutonnat
- Mylenium Tour (2000)
- Avant que l'ombre... À Bercy (2006)
- Mylène Farmer Stade de France (2010)